# Herb gminy Wisznice
Herb gminy Wisznice – symbol gminy Wisznice.

## Wygląd i symbolika
Herb przedstawia na tarczy w polu niebieskim stojącego białego konia, skierowanego w prawo, na uwięzi, przywiązanego do zielonej topoli. Jest to historyczny herb miasta Wisznice oraz nawiązanie do roli miasta jako ośrodka handlu bydłem i końmi.

## Historia
Brak informacji o herbie Wisznic przed 1795, najprawdopodobniej był to herb rodowy Sapiehów (Lis). Dlatego w 1847, kiedy do celów urzędowych zbierano herby miast, zaprojektowano nowy, wyglądający tak, jak jego współczesna wersja. Obowiązywał on do 1869 i utraty przez Wisznice praw miejskich.